# Interconductismo
El interconductismo, también llamado conductismo de campo, fue propuesto por el filósofo y psicólogo estadounidense J. R. Kantor (1888-1984).
La psicología interconductual y el conductismo radical skinneriano comparten varios supuestos, entre los que destaca el plantear una óptica no mediacional de estudio del comportamiento. Es decir, se considera que la relación entre el organismo y el ambiente en sí misma, es susceptible de estudio y sus determinantes no deben buscarse en eventos de otro orden ni en constructos hipotéticos. Sin embargo, también se diferenciaron en aspectos como la concepción de conducta, el modelo de causalidad, entre otros. Por ejemplo, Kantor criticó que la conducta fuera considerada como variable dependiente. Planteó, al contrario, que la conducta (o interconducta) es siempre una interacción y no una respuesta o acción. 
Sostienen los interconductistas que lo que estudia la psicología consiste de la interacción de organismos con objetos, eventos y otros organismos, así como con sus cualidades y relaciones específicas. Además, los eventos psicológicos implican la participación de los organismos en su totalidad y no sólo de tejidos u órganos particulares.
Hay un énfasis teórico en la multideterminación interdependiente de los componentes de una interacción compleja y en su devenir histórico interactivo como factor determinante de las actuales multideterminaciones. Esto se relaciona con el énfasis en una concepción psicológica de campo como sistema de relaciones. 

## La organización del campo psicológico
En esencia, un evento psicológico es un campo de factores que participan por igual y deben describirse analizándolos y encontrando cómo están relacionados. El campo configura un episodio integrado que se denomina segmento conductual (K), en el que se pueden distinguir las siguientes variables:
K = (es, o, f e-r, s, hi, ed, md)
Su descripción es la siguiente:
- Objetos y eventos de estímulo (es): Cuerpos y acontecimientos fisicoquímicos que hacen contacto directo/indirecto con el organismo.

- Variables organísmicas (o): Sistemas reactivos biológicos que interactúan con cambios energéticos o convencionales del entorno.

- Función de estímulo-respuesta (f: e-r): Sistema de afectación recíproca entre estímulos y respuesta, que han sido históricamente configuradas.

- Factores situacionales (s): Variaciones del organismo o diferentes de él, que afectan la interacción actual.

- Historia interconductual (hi): Segmentos interactivos previos dados por la biografía reactiva y la evolución del estímulo, que probabilizan los contactos actuales.

- Eventos disposicionales (ed): Compuesta por los dos anteriores, consiste en colecciones de eventos pasados (hi) y presentes (s) que facilitan o interfieren con el establecimiento de una interacción.

- Medio de contacto (md): Conjunto de circunstancias fisicoquímicas, ecológicas o normativo-convencionales (propuesto por Emilio Ribes Iñesta), que posibilitan una interacción.

Aunque los psicólogos interconductuales comparten lo esencial del modelo de campo kantoriano, existen algunas variaciones entre ellos, que permiten identificar diferentes venas históricas de influencia. A continuación, se expondrán algunos elementos de la psicología interconductual desarrollada por Emilio Ribes, que no necesariamente corresponden todos con los que plantearían los demás teóricos mencionados.
Una mención especial debe hacerse de Josep Roca i Balasch, psicólogo catalán que, basado en las propuestas de J. R. Kantor e inspirado en la teoría de la conducta de Ribes y López, también ofrece su propio modelo interconductista, aunque recuperando las ideas de grandes pensadores europeos como Merleau-Ponty. La obra más conocida de Roca es Psicología: un enfoque naturalista, editada por la Universidad de Guadalajara. A diferencia de Kantor y de Ribes, Roca elimina de su modelo psicológico al organismo por considerar que la oposición organismo-ambiente es una nueva forma de dualismo, por lo mismo afirma que lo psicológico es siempre una interacción lingüística mediada también por el lenguaje (no la lengua o idioma) o convención. Así, su modelo psicológico está constituido por un recuadro que simboliza el campo interconductual, y dentro de él lo siguiente: E-E, donde E y E son eventos lingüísticos (esto está en discusión). Al hacerlo así, elimina de la psicología científica la extensión cartesiana que guiaba los esfuerzos de la psicología conductista previa (skinneriana).

## Tesis fundamentales
Se transcriben textualmente las tres tesis fundamentales (epistemológica, metodológica y formal respectivamente) del enfoque interconductista, extraídas del libro de Ribes y López (1985): 
- En lo psicológico, el objeto de estudio es la interacción del organismo total con su medio ambiente físico, biológico y/o social, interacción que se define con el rubro de conducta. (p. 81)

- Todo fenómeno puede analizarse molecularmente en sus componentes mínimos y las interrelaciones y procesos que los constituyen. Sin embargo, el análisis molar debe siempre contextualizar al molecular. (p. 89)

- Los conceptos de proceso son el nódulo del sistema explicativo de la teoría. Están compuestos por categorías que interrelacionan la acción de clases de eventos, sus formas de interrelación y las condiciones y características cualitativas que la definen. Su poder teórico reside en la capacidad sintáctica de abstraer en un solo concepto la diversidad de eventos concretos que se manifiestan en la interacción. (p. 102)

## Niveles de organización de la conducta
Desde esta perspectiva, la contingencia hace referencia a una relación de dependencia recíproca entre eventos, tanto en cuanto a su presentación como a sus propiedades funcionales. Según Ribes, existen dos tipos de contingencia: las de ocurrencia y las de función. Las primeras hacen referencia a las relaciones condicionales diacrónicas entre eventos, como por ejemplo, presentar primero el estímulo condicional y luego el estímulo incondicional, siendo la presentación de este último dependiente o contingente de la presentación del primero. Por otro lado, la contingencia de función hace referencia a una relación sincrónica entre propiedades de eventos, no ya según su ocurrencia sino según su función. Por ejemplo, que el estímulo condicional sea señal de un evento, o la relación entre un referidor y un referido.
Dado que el campo psicológico es un conjunto de relaciones, éstas son concebidas como contingencias. Sin embargo, se considera que es necesario analizar este campo de contingencias de ocurrencia y de función, según dos aspectos: la mediación de tales contingencias y el desligamiento funcional. La mediación consiste en que un evento permita la relación entre otros dos, y correspondería a una relación de ocurrencia. Por otro lado, el desligamiento funcional hace referencia a que la respuesta del organismo depende cada vez menos de las restricciones físico químicas y espacio temporales del ambiente, gracias a tal mediación. De este modo, las contingencias de función se caracterizan de acuerdo a las formas posibles de desligamiento funcional. Es decir, que las relaciones entre las propiedades funcionales de los eventos, se establecen de acuerdo con la relativa independencia de las restricciones mencionadas. 
Las formas posibles de desligamiento funcional constituyen las funciones estímulo - respuesta, es decir, las formas de organización entre las respuestas del organismo y los eventos ambientales, definidas cada una por un tipo de mediación. Éste es quizá uno de los principales aportes del interconductismo ribesiano, ya que plantea diferencias cualitativas o tipos de conducta que no habían reconocido sino parcialmente las tradiciones conductuales operantes. 
De acuerdo con Ribes y López (1985), existen cinco grandes formas de organización contingencial o funciones estímulo - respuesta, progresivamente inclusivas: contextual, suplementario, selector, sustitutivo referencial y sustitutivo no referencial.
1. Función contextual: Se da un ajuste entre el organismo y el ambiente, en el que se responde diferencialmente a relaciones entre eventos de estímulo. Por ejemplo, el condicionamiento clásico, atajo de un balón, etc.
2. Función suplementaria: El organismo media (suplementa), gracias a su propia reactividad, cambios en las condiciones de su entorno. Por ejemplo, condicionamiento operante.
3. Función selectora: El organismo responde suplementariamente con base en ciertas variaciones de eventos adicionales. Esas variaciones seleccionan, por decirlo así, la contingencia relevante. Por ejemplo, la discriminación condicional, la clasificación de objetos según color, etc.
4. Función sustitutiva referencial: Se plantea que ésta y la siguiente son exclusivamente humanas. En ésta, un referidor por medio de su comportamiento lingüístico, selecciona las propiedades funcionales con base en las cuales tiene lugar una interacción situacional, ya sea de sí mismo o de otro individuo. De esta manera, se estructura una interacción selectora con base en propiedades lingüísticas abstraídas, lo cual equivale a que se interacúa con una situación presente según las propiedades funcionales de otro sistema contingencial. Se sustituye un sistema contingencial basado en contingencias de ocurrencia o funcionales aparentes, por otro basado en contingencias funcionales estructuradas según el lenguaje. Por ejemplo, tratar a una persona según algo que se dijo de ella, o resolver un problema según ciertas propiedades de otro, etc.
5. Función sustitutiva no referencial: En este tipo de conducta, el individuo por medio de su responder convencional media una relación entre otras respuestas convencionales, estableciendo entre ellas también una contingencia de función convencional en lugar de otra de ocurrencia; por eso, también este tipo de conducta es sustitutiva. Cada respuesta convencional implicada en la función puede haber tenido o no una historia situacional o extrasituacional; además, tal mediación de respuestas convencional se da de acuerdo con las reglas de sistemas convencionales variados, como puede ser la física, la lógica, la matemática, la filosofía, etc., o en general, de acuerdo con algún tipo de criterio propio de un dominio de categorías. Por ejemplo, la resolución de ecuación matemática siguiendo los criterios que establece esta disciplina, la formulación de reglas, la comparación de discursos, etc.

Cada función presenta casos funcionales, así como ciertos parámetros que definen las variaciones cuantitativas de los componentes moleculares de cada nivel de organización. La investigación empírica que inspira, consiste en verificar la forma como se establecen tales funciones, de acuerdo con los valores de los parámetros y la forma como interactúan. 
Ribes ha venido planteando que la conducta humana se da siempre en el contexto de prácticas sociales o formas de vida que constituyen los límites que determinan el sentido de tal conducta. De este modo, la conducta humana se ajusta o no a criterios implícitos o explícitos y lo puede hacer en cualquiera de las cinco formas expuestas. Esto lo ha desarrollado especialmente por medio del concepto de medio de contacto convencional, como posibilitador del tipo de interacciones propiamente humanas, y que estaría constituido básicamente por categorías que delimitan la pertinencia de las interacciones. 
El interconductismo se ha desarrollado especialmente en Estados Unidos, México y España, con algunos trabajos en otros países de Latinoamérica, como Colombia y Perú, principalmente.